# La Rochette, Charente
La Rochette là một xã thuộc tỉnh Charente trong vùng Nouvelle-Aquitaine tây nam nước Pháp. Xã này có độ cao trung bình 91 mét trên mực nước biển.